# ドイチェス・フェアヴァルトゥングスブラット
ドイチェス・フェアヴァルトゥングスブラット（Deutsche Verwaltungsblatt：略称として、DVBl）は、ドイツとヨーロッパの公法に関する判決と論文ならびに書評が公表される法律の専門誌である。 本誌は1948年から出版されている。初めは1879年にプロイシェ・フェアヴァルトゥングスブラット（Preussisches Verwaltungsblatt）（1879年から1927年まで）として、のちにライヒス・ フェアバルトゥングスブラット（Reichsverwaltungsblatt）（1928年から1942年まで）として、1948年からドイチェ・フェアヴァルトゥング（Deutsche Verwaltung）ないしは次いで ドイチェ・フェアヴァルトゥングスブラット（Deutsches Verwaltungsblatt）として出版された。 
編者としてウレ（Carl-Hermann Ule）やハンスシュレーダー（Hans Schrödter)などが名を連ねた。 
月に2回、カール・ハイマンズ出版から2,500部が出版されている。 

## リンク
- 本誌のWebサイト